# Notoreas chioneres
Notoreas chioneres là một loài bướm đêm trong họ Geometridae.